# Kubaniulus gracilis
Kubaniulus gracilis är en mångfotingart som beskrevs av Hans Lohmander 1936. Kubaniulus gracilis ingår i släktet Kubaniulus och familjen kejsardubbelfotingar. Inga underarter finns listade i Catalogue of Life.